# Robin Ramsay (aktor)
Robin Ramsay (ur. 31 maja 1937 w Melbourne) – australijski aktor teatralny, telewizyjny i filmowy.

## Życiorys
Jest wnukiem Williama Ramsaya, założyciela firmy pasty do butów Kiwi.
W 1957 ukończył londyńską Royal Academy of Dramatic Art. Pracował krótko dla BBC następnie powrócił do Australii. Wstąpił do Union Theatre Company w Melbourne. Po raz pierwszy zwrócił na siebie uwagę na festiwalu sztuk teatralnych w Adelaide w przedstawieniu Errola Johna Księżyc na tęczowej chuście (Moon on a Rainbow Shawl, 1960).
W 1961 udał się do Stanów Zjednoczonych, dołączył do Theatre Company of Boston i podróżował po kraju z The National Repertory Theatre. Przez kolejne lata odtwarzał rolę Fagina w musicalu Karola Dickensa Oliver! na broadwayowskiej scenie (1964-1965), teatrze na West Endzie (1966) i japońskiej wersji (od sierpnia 1967 do maja 1968). W programie Ed Sullivan Show wraz z zespołem The Beatles śpiewał utwory z musicalu.
Po gościnnym udziale w jednym z odcinków australijskiego serialu Miłość i wojna (Love and War, 1966), stał się rozpoznawalny w roli Charliego Cousensa w operze mydlanej Bellbird (1967-1968).
Powrócił na scenę rolą kontrowersyjnego kapłana Daniela Berrigana w przedstawieniu Trial of the Catonsville Nine w Sydney, zagrał Poncjusza Piłata w musicalu Jesus Christ Superstar. W 1972 występował w Sydney Opera House; Opera za trzy grosze (The Threepenny Opera) jako MacHeath u boku Pameli Stephenson (Polly Peachum). Spędził następne kilka lat w Sydney Theatre Company, Melbourne Theatre Company. Dwukrotnie odebrał nagrodę Melbourne Critics Circle dla najlepszego aktora. W Melbourne Arts Centre zagrał w sztuce Medea.
W 1977 z Rodneyem Fisherem opracował swoje pierwsze solowe show na podstawie scenariusza Henry’ego Lawsona The Bastard From The Bush, odbył tournée z Riverside Studios w Londynie oraz wystąpił podczas festiwalu teatrów ulicznych z Belvoir Street Theatre w Sydney i Victorian Arts Centre. Spektakl przyniósł mu Australian Arts Award.
W latach 80. kontynuował sceniczną karierę z insceniacją Rabindranatha Tagore Zaproszenie (Borderland), z którym objechał ponad 60 krajów świata w celu wsparcia związku wyznaniowego Brahma Kumaris. Jego podróż była sponsorowana przez australijski rząd Departamentu Stosunków Kulturalnych, z British Council i rząd indyjski, jak również australijski Wysokie Komisje i ambasadę australijską za granicą.
Wraz z córką Tamasin wystąpił w miniserialu Powrót do Edenu (Return to Eden, 1986).
Ramsay następnie stworzył własną scenę Theatre Company Open Secret i nadal podróżował po Londynie i całej Indii z nowymi produkcjami autorstwa Vikrama Setha, był nominowany do Melbourne Critics Circle Award dla najlepszego aktora. W 1994 zagrał Wilfa Barlow, męża głównej bohaterki (Julie Christie) w miniserialu Śmiertelna decyzja (Dadah Is Death, 1988). Wystąpił z Playbox Theatre na Tokyo International Theatre Festival.

## Życie prywatne
W 1965 poślubił Barbarę Bossert, z którą ma dwie córki – mistrzynię dresażu Robiny Ramsay i antropolog Tamasin Ramsay (ur. 1969).